# Astragalus cottonii
Astragalus cottonii är en ärtväxtart som beskrevs av Marcus Eugene Jones. Astragalus cottonii ingår i släktet vedlar, och familjen ärtväxter. Inga underarter finns listade i Catalogue of Life.